# Nullibrotheas allenii
Genre
Espèce
Synonymes
- Scorpius allenii Wood, 1863
- Uroctonus privus Karsch, 1879

Nullibrotheas allenii, unique représentant du genre Nullibrotheas, est une espèce de scorpions de la famille des Chactidae.

## Distribution
Cette espèce est endémique de  Basse-Californie du Sud au Mexique.

## Description
Le mâle décrit par Williams en 1974 mesure 42 mm et la femelle 30 mm.

## Systématique et taxinomie
Cette espèce a été décrite sous le protonyme Scorpius allenii par Wood en 1863. Elle est placée dans le genre Brotheas par Marx en 1890 puis dans le genre Nullibrotheas par Williams en 1974.

## Étymologie
Cette espèce est nommée en l'honneur d'H. Allen.

## Publications originales
- Wood, 1863 : Descriptions of new species of North American Pedipalpi. Proceedings of the Academy of Natural Sciences of Philadelphia, vol. 15, p. 107-112 (texte intégral).
- Williams, 1974 : A new genus of North American scorpions with a key to the North American genera of Vaejovidae (Scorpionidae, Vaejovidae). Proceedings of the California Academy of Sciences, vol. 40, no 1, p. 1–16 (texte intgral).